# الفش (الحديدة)

تعديل مصدري - تعديل

الفش هي إحدى قرى مديرية حيس، التابعة لمحافظة الحديدة اليمنية، بلغ تعداد سكانها 1612 نسمة حسب الإحصاء الذي جرى عام 2004.